# Charles Socarides
Charles W. Socarides (24 de janeiro de 1922 - 25 de dezembro de 2005) foi um psiquiatra, psicanalista, médico, educador e autor  americano. Socarides nasceu em Brockton, Massachusetts. Socarides concentrou grande parte de sua carreira no estudo da homossexualidade, que ele acreditava que podia ser alterada. Ele ajudou a fundar a National Association for Research and Therapy of Homosexuality (NARTH) em 1992 e trabalhou extensivamente com a organização até a sua morte. Ele não considerava os desejos subjacentes a homossexualidade imorais, afirmando que "uma vez que meus pacientes tenham obtido uma visão destas dinâmicas -  e percebido que não há falhas morais envolvidas em sua antiga e misteriosa necessidade- eles mudaram muito rapidamente no caminho da recuperação".
Em 1995 um perfil do  New York Times colocou que, "Socarides oferece a coisa mais próxima à esperança que  muitos gays tinham nos anos 1960: a perspectiva de uma cura. Invés de marcá-los como imorais ou considerá-los como criminosos, Socarides disse aos gays que eles sofriam de uma doença cujos efeitos podiam ser revertidos".

## Biografia
Charles Socarides decidiu na idade de treze anos, depois de ler uma biografia de Sigmund Freud, se tornar um médico e psicanalista. Socarides formou-se na Universidade de Harvard, e recebeu seu certificado em Medicina Psicanalítica do que é agora a Columbia University Center for Psychoanalytic Training and Research em 1952. Socarides foi autor ou co-autor de numerosos livros e artigos psicanalíticos. Ele apareceu em programas de notícias como o Dateline NBC, 60 Minutes, e Larry King Live para discutir o seu trabalho. Ele foi ex-Presidente da National Association for Research and Therapy of Homosexuality (NARTH), que ele ajudou a fundar em 1992. Ele estava no conselho de administração da Margaret S. Mahler Psychiatric Research Foundation. Ele foi um membro do Comitê Consultivo Internacional, do the Second Delphi International Psychoanalytic Symposium, realizado em Delphi, Grécia, em 1988, da American Medical Association (Associação Médica Americana), da American Psychiatric Association (Associação Psiquiátrica Americana) , da Association for Psychoanalytic Medicine (Associação Psicanalítica de Medicina), e da International Psychoanalytical Association (Associação Psicanalítica International). Socarides, em vida, era um membro da American Psychoanalytic Association, onde presidiu a um grupo de discussão, e era um membro da filial da Royal Society of Medicine em Londres, Reino Unido.
Socarides atuou como um psiquiatra e psicanalista em Nova Iorque de 1954 até sua morte. Ele tratava os pacientes para a homossexualidade ao longo de sua carreira. Ele informou que "cerca de um terço" de seus pacientes se tornou heterossexual após o tratamento. Ele ensinou Psiquiatria na Universidade de Columbia e na State University of New York Downstate Medical Center, e foi professor clínico de Psiquiatria do Albert Einstein College of Medicine em New York City, de 1978 a 1996. Ele ensinou sobre as descobertas de sua pesquisa em Londres, no Anna Freud Centre, no Portman Clinic, no Tavistock Clinic, e antes na British Psychoanalytical Society (Sociedade Britânica de Psicanálise). Suas premiações incluem a do Distinguished Psychoanalyst da Association of Psychoanalytic Psychologists, o primeiro Sigmund Freud Lectureship Award (prêmio do leitorado Sigmund Freud) do New York Center for Psychoanalytic Training, o Physicians Recognition Award  (prêmio de reconhecimendo dos médicos) da American Medical Association de 1970-1973 e o prêmio Sigmund Freud Award de 1987 dado pela American Society of Psychoanalytic Physicians, em reconhecimento de serviços distintos para a psiquiatria e a psicanálise. Socarides foi homenageado pela Association of Psychoanalytic Psychotherapists, uma organização formada por membros do Serviço Nacional de Saúde da Inglaterra e do País de Gales, em Abril de 1995. O prêmio da APP gerou controvérsia. Após uma reunião do Psychotherapists and Counsellors for Social Responsibility (psicoterapeutas e conselheiros para a Responsabilidade Social), foi distribuída uma carta de preocupação escrita por Andrew Samuels, Joanna Ryan, e Lynne Mary Ellis expressando consternação com o convite para Socarides dar a palestra anual da APP.
Grande parte da carreira Socarides foi dedicada a estudar a homossexualidade. Ele tem sido agrupado junto com Irving Bieber e Lionel Ovesey como um dos escritores mais influentes sobre a homossexualidade masculina. Socarides postulou que a homossexualidade era uma adaptação neurótica, e que poderia ser tratada. Socarides escreveu que a homossexualidade masculina tipicamente se desenvolve nos primeiros dois anos de vida, durante a fase pré-edipiana da formação da personalidade do menino. Na opinião Socarides, é causada por uma mãe controladora que impede o filho de separar-se dela, e um pai fraco ou que rejeite o menino não servindo assim, como modelo para seu filho ou o ajude em seus esforços para escapar da mãe.
Charles Socarides foi pai de cinco filhos: um filho, Richard Socarides, e uma filha do primeiro casamento, dois filhos de seu segundo casamento, e um do seu quarto casamento, com Claire Socarides Alford. Richard Socarides é abertamente gay e tinha o cargo de consultor sênior para as relações públicas (Senior Advisor for Public Liaison) no govêrno de Bill Clinton para as questões gays e lésbicas.
Em 1992, Socarides conheceu o neurocientista Simon LeVay, que o entrevistou para Born That Way? (nasci assim?), um documentário produzido pelo britânico Jeremy Taylor para a Windfall Films. Segundo LeVay, ele perguntou a Socarides o que tinha levado o seu filho Richard a se tornar homossexual. Socarides então, "... tornou-se indignado e disse, entre outras coisas, "Você gostaria se eu lhe perguntasse sobre o sua situação quanto ao HIV?"" Esta parte da entrevista foi retirada a pedido de Socarides.
A Campanha de Direitos Humanos, um grupo dos direitos gays, emitiu um comunicado à imprensa, em 1999, dizendo que o presidente da NARTH, Charles Socarides, tinha "... tido problemas com a Associação Americana de Psicanálise (APsaA), da qual ele é membro. De acordo com uma carta do Dr. Ralph Roughton (um psiquiatra abertamente gay), da APsaA, Socarides deturpou a posição do APsaA em um trabalho publicado e em um depoimento ao tribunal. Socarides tentou fazer parecer que o APsaA concordava com suas posições sobre a homossexualidade. Ele fez isso, citando um documento APsaA escrito em 1968, que apoiava a sua opinião e que ele chamou de "posição oficial" da APsaA, ignorando uma declaração revista de 1990 que drasticamente desmentia a sua opinião. O Comitê Executivo da APsaA encarregou o advogado da organização para escrever uma carta para Socarides pedindo-lhe para cessar essa deturpação e ameaçando medidas legais se ele continuasse. Além disso, o boletim APsaA decidiu parar de imprimir anúncios para as reuniões da NARTH porque a organização não tinha aderido à política da APsaA de não-discriminação e devido ao fato que as suas actividades eram humilhantes para os membros que são gays e lésbicas, de acordo com Roughton."

## Livros

### Homosexuality: A Freedom Too Far (Homossexualidade: Uma liberdade longe demais)
Em 1995, Socarides publicou Homosexuality: A Freedom Too Far (em português: Homossexualidade: Uma liberdade longe demais). Socarides escreveu na introdução que, "... Eu escrevi um livro que traz tudo junto em um formato familiar de perguntas e respostas. Neste eu tinha como modelo, o Diálogo sobre os grandes sistemas do mundo de Galileu." Socarides alertou seus leitores de que, "... Algumas das minhas declarações podem surgir como chocantes, ou rudes, ou demasiadamente vivas - ou mesmo pornográficas. Só posso dizer que essas palavras derivam do assunto em si, não são destinadas a excitar , ou divertir, ou promover prejuízo ou preconceito."
No quarto capítulo, Origens, Socarides discutiu o desenvolvimento da homossexualidade. Ele criticou a pesquisa científica de Simon LeVay sobre o hipotálamo, por várias razões, incluindo a falta de prova de saber se o tamanho do INAH3 era a causa da homossexualidade ou o inverso, o facto de que LeVay não poderia descartar a possibilidade de que a AIDS tivesse afetado o tamanho do INAH3, o facto de o estudo não ter sido duplicado, e a possibilidade de que o INAH3 não existia. Socarides denunciou tentativas de mudar a homossexualidade através de lobotomia e terapia de aversão como "quackeries", acrescentando que "os médicos que tentaram isto estavam apenas tratando os sintomas. Eles não chegaram à raiz da causa." Socarides também sugeriu que o serial killer e canibal Jeffrey Dahmer foi um exemplo extremo de um tipo comum homossexual, escrevendo "Todo homossexual que quer incorporar o corpo de seu amante masculino está utilizando o mesmo mecanismo mental: incorporação. A maioria dos homossexuais se contentam em fazer isso simbolicamente. Dahmer foi psicótico; ele levou o seu transtorno homossexual para além dos limites."
No sexto capítulo, Psiquiatria, Socarides escreveu que a remoção da homossexualidade do manual DSM-II da American Psychiatric Association (Associação Psiquiátrica Americana) foi um erro, e culpou-os pela epidemia de AIDS. Socarides comparou a comunidade gay americana a crianças confusas e a APA a seus pais. Socarides criticou o Dr. Robert Spitzer, escrevendo que o livro de Ronald Bayer Homosexuality and American Psychiatry revelou-lhe que, "... Alguém que cruza muito além da linha da ciência para abertamente advogar uma posição política. Bayer nos disse que Spitzer nunca tinha publicado um artigo sobre homossexualidade". Socarides alegou que a votação para a retirada da homossexualidade na APA do manual DSM-II, que foi vencido por uma maioria de 65%, foi fortemente influenciado por uma carta enviada pela National Gay Task Force para os 18.000 membros da APA, pedindo-lhes apoio para a sua remoção.

## Publicações
1. Socarides, Charles W. (1968). The Overt Homosexual. Jason Aronson, Inc. ISBN 0-87668-162-3.
2. Socarides, Charles W. (1975). Beyond Sexual Freedom. New York Times/Quadrangle Books. ISBN 0-8129-0532-6.
3. Socarides, Charles W.; & Kramer, Selma (1975). Work and Its Inhibitions: Psychoanalytic Essays. International Universities Press. ISBN 0-8236-6866-5.
4. Socarides, Charles W. (1977). The World of Emotions: Clinical Studies of Affects and Their Expression. International Universities Press. ISBN 0-8236-6867-3.
5. Socarides, Charles W.; & Karasu, Toksoz B. (1979). On Sexuality: Psychoanalytic Observations. International Universities Press. ISBN 0-8236-3857-X.
6. Socarides, Charles W. (1988). Preoedipal Origin and Psychoanalytic Therapy of Sexual Perversions. International Universities Press. ISBN 0-8236-4287-9.
7. Socarides, Charles W. (1989). Homosexuality: Psychoanalytic Therapy. Jason Aronson, Inc. ISBN 0-87668-814-8. First published in 1978 under the title Homosexuality.
8. Volkan, Vamik D.; & Socarides, Charles W. (1990). The Homosexualities: Reality, Fantasy, and the Arts. International Universities Press. ISBN 0-8236-2347-5.
9. Volkan, Vamik D.; & Socarides, Charles W. (1991). The Homosexualities and the Therapeutic Process. International Universities Press. ISBN 0-8236-2348-3.
10. Socarides, Charles W. (1992). Sexual politics and scientific logic: The Issue of Homosexuality. Association for Psychohistory. ASIN B0006RCH62.
11. Socarides, Charles W. (1995). Homosexuality: A Freedom Too Far. A Psychoanalyst Answers 1000 Questions About Causes and Cure and the Impact of the Gay Rights Movement on American Society. Roberkai. ISBN 0-9646642-5-9.
12. Socarides, Charles W.; & Freedman, Abraham (2002). Objects of Desire: The Sexual Deviations. International Universities Press. ISBN 0-8236-3731-X.
13. Loeb, Loretta L.; & Socarides, Charles W. (2004). The Mind of the Paedophile: Psychoanalytic Perspectives. Karnac. ISBN 1-85575-970-5.